# Isocyanid

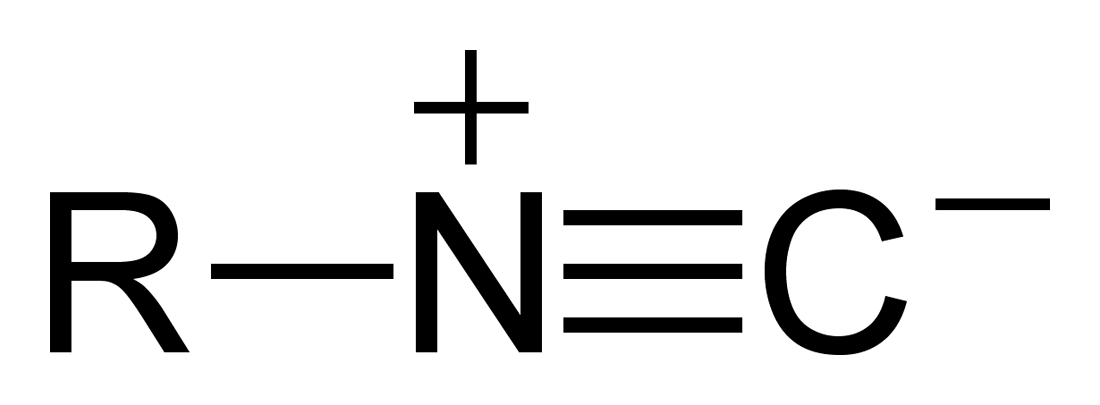
Strukturformel för isocyanid.

Isocyanider eller isonitriler är en funktionell grupp på formel R-N≡C. Den är isomerisk med nitril men med den skillnaden att det är kväveatomen och inte kolatomen som sitter ihop med molekylen.
Gemensamt för alla isocyanider är att de har en extremt obehaglig lukt.